# Lost City Raiders
Lost City Raiders is een televisiefilm uit 2008 onder regie van Jean de Segonzac. Het verhaal omvat een queeste in een fictionele toekomst op Aarde.

## Verhaal
Het is 2048 wanneer de bewoonde wereld half onder water staat. Door de opwarming van de Aarde zijn de poolkappen gaan smelten en het is een kwestie van tijd voordat de wereld geheel onder water staat. In deze omgeving zoekt Pa Kubiak (James Brolin) in zijn boot de ondergelopen gebouwen af op zoek naar waardevolle spullen, samen met zijn geadopteerde zonen Jack (Ian Somerhalder) en Thomas (Jamie Thomas King). Wat zijn zonen niet weten, is dat hun vader lid is van een geheim genootschap in dienst van het Vaticaan. In het geheim is hij op zoek naar de scepter waarmee Mozes de Rode Zee gespleten zou hebben, om daarmee het waterpeil terug naar beneden te brengen. Binnen het Vaticaan loopt niettemin een geestelijke rond met een geheime agenda. Vader Giacopetti (Jeremy Crutchley) wil de scepter in bezit krijgen om juist te voorkomen dat de aarde ermee gered kan worden. Hij gelooft dat het einde der tijden nabij is en dat de mensheid niet in Gods plan heeft in te grijpen.
Jacks ex-vriendin Giovanna Becker (Bettina Zimmermann) doet op hetzelfde moment wetenschappelijk onderzoek om een oplossing voor het waterprobleem te vinden. Ze wordt benaderd door de rijke zakenman Nicholas Filiminov (Ben Cross), die eveneens op zoek is naar de scepter. Hij wil er de aarde volledig mee onder laten lopen, zodat iedereen wel op een van zijn geplande 'drijvende steden' moet gaan wonen. Zodra iedereen daar zit, wil hij het water pas weer weg laten lopen, na eerst alle grond voor een prikkie te hebben opgekocht en daarmee eigenaar van de hele aarde te zijn geworden. Filiminov licht hier Becker niet over in. Zij zegt haar hulp toe, in ruil voor zijn belofte haar verder wetenschappelijk onderzoek te financieren.
De twee expedities komen elkaar vervolgens snel en bij herhaling tegen, terwijl elke mogelijke vindplaats een aanwijzing geeft richting een volgende.

## Rolverdeling
- James Brolin als Pa Kubiak
- Jamie Thomas King als Thomas Kubiak
- Ian Somerhalder als Jack Kubiak
- Jeremy Crutchley als Vader Giacopetti
- Bettina Zimmermann als Giovanna Becker
- Ben Cross als Nicholas Filiminov
- Elodie Frenck als Cara
- Michael Mendl als Kardinaal Battaglia
- Dan Hurst als Alexi
- Sean Higgs als Benny
- Tamsin MacCarthy als Renault